# MIPONUH

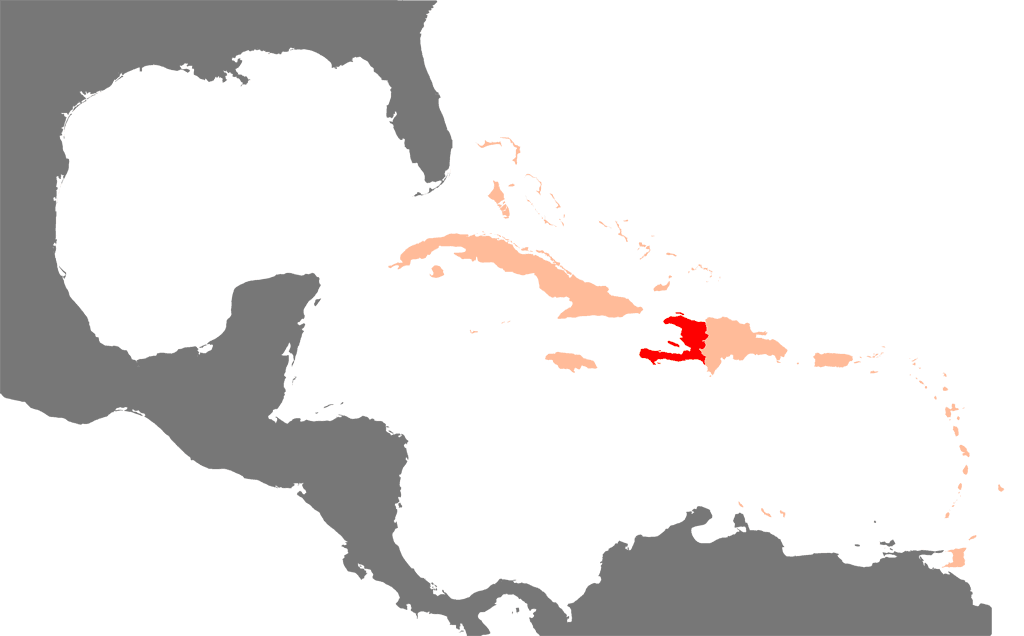
Haïti.

De Mission de Police Civile des Nations Unies en Haïti (MIPONUH), of VN-missie van burgerpolitie in Haïti in het Nederlands, was een vredesoperatie onder bevel van de Verenigde Naties in Haïti. 
De operatie was gebaseerd op de VN-resolutie 1141 van 28 november 1997. De operatie volgde op UNMIH, de "United Nations Mission in Haiti" uit 1993 en UNSMIH de "United Nations Support Mission in Haiti" en UNTMIH de "United Nations Temporary Mission in Haiti". Na MIPONUH kwam MICAH, de "International Civilian Support Mission in Haiti".

## Medaille
Ook Nederlanders werden gedecoreerd met de Medaille voor Vredesmissies van de Verenigde Naties aan het voor UNMIH, UNSMIH, UNTMIH en MIPONUH en MICAH vastgestelde blauwe lint met in het midden de kleuren van de vlag van Haïti.
De bronzen medailles zijn bij alle Medailles voor Vredesmissies van de Verenigde Naties gelijk. Men stelt bij iedere vredesmissie een ander lint in waaraan de ronde medaille op de linkerborst wordt gedragen. Het lint heeft in de meeste gevallen, en ook hier, betrekking op de kleuren van het land waar de vredesmissie wordt uitgevoerd.